# Thliptoceras amamiale
Thliptoceras amamiale là một loài bướm đêm trong họ Crambidae.